# Irene Asanina
Irene Asanina av Bulgarien, född okänt år, död efter 1354, var en bysantinsk kejsarinna, gift med Johannes VI Kantakouzenos.

## Biografi
Irene Asanina var sondotter till tsar Ivan Asen III av Bulgarien. Hennes mormor var möjligen släkt med kejsardynastierna Doukas, Komnenos och Palaiologos, och hennes farmor var dotter till kejsar Mikael VIII. Hon gifte sig med Kantakouzenos, en släkting och rådgivare till sin släkting kejsar Andronikos III, på okänt datum; deras första barn föddes dock cirka 1325. 
Vid Andronikos III:s död 1341 var den nye monarken Johannes V Palaiologos omyndig och rikets styrdes av en förmyndarregering där kejsarmodern Anna av Savojen var regent och Kantakouzenos administrator. Samma år invaderades Bysans av Serbien, och då Kantakouzenos begav sig av till det invaderade området avsattes han av Anna, som förklarade honom som statsfiende och konfiskerade hans egendom. Kantakouzenos förklarade sig då som kejsare med stöd av den armé han tagit med sig, vilket utlöste ett inbördeskrig som varade till 1347.
Maken kröntes i Didymoteicho och Irene gjorde honom sällskap där och kröntes till kejsarinna. Bulgarien tog Annas sida och Serbien och osmanerna Irenes makes. Under inbördeskriget höll Irene hov i Didymoteicho: hon fick även befälet över garnisonen där.  1347 slöts fred med resultatet att Kantakouzenos blev medkejsare och hans dotter Helena Kantakouzene gifte sig med Johannes V Palaiologos. 1348 fick Irene ansvaret för Konstantinopels försvar mot genuesarna under sin makes frånvaro.  År 1352 krävde Palaiologos tronen ensam. Hon fick 1353 organisera stadens försvar mot Johannes Palaiologos.
År 1354 abdikerade hennes man. Paret inträdde i var sitt kloster, och Irene blev nunna under namnet Eugenia i klostret Hagia Martha.